# Michael Frolík
Michael Frolík (Kladno, 17 febbraio 1988) è un hockeista su ghiaccio ceco.

## Palmarès

### Mondiali
- 2 medaglie:
  - 2 bronzi (Slovacchia 2011; Finlandia/Svezia 2012)